# Платэ, Альфред Феликсович
Альфред Фе́ликсович Платэ́ (1906—1984) — советский химик-органик, доктор химических наук (1946), профессор МГУ.

## Биография
Родился в Москве. В 1930 году окончил Московское высшее техническое училище по специальности инженер-технолог-химик. Два года работал на Дорогомиловском химическом заводе. С 1932 года работал в МГУ, а с 1936 года ещё и старшим научным сотрудником в Институте органической химии АН СССР (до 1960).
Работая в лаборатории Н. Д. Зелинского, под руководством Б. А. Казанского он окончил аспирантуру МГУ и защитил диссертации: на степень кандидата наук «Углеводороды ряда бицикло(1,2,2)гептана и бицикло(2,2,2)октана, их отношение к дегидрогенизационному и гидрогенизационному катализу» (1936) и доктора наук «Исследования в области ароматизации парафиновых углеводородов» (1950). С 1951 года — профессор МГУ; заведовал кафедрой «химия нефти» (1960—1968), затем — «химия нефти и органического катализа» (1968—1983) химического факультета.
Основные исследования А. Ф. Платэ относятся к химии углеводородов. Совместно с Н. Д. Зелинским и Б. А. Казанским открыл (1934) каталитическую реакцию селективного гидрогенолиза циклопентановых углеводородов с разрывом только одной из пяти углерод-углеродных связей. Совместно с Б. А. Казанским в 1936 году он открыл реакцию С6-дегидроциклизации, или ароматизации парафиновых углеводородов.
Им были разработаны промышленные способы получения альдрина, дильдрина и 5-этилиденнорборнена-2. В 1960-х годах он предложил универсальный метод введения адамантильных остатков в ароматические и непредельные соединения. Совместно с М. Е. Вольпиным в 1949 году предложил каталитический метод синтеза нитрилов на основе олефинов и аммиака. В 1970 году на основе гидридов интерметаллидов титана и циркония с металлами VIII группы создал новый класс эффективных катализаторов превращения углеводородов и гетероатомных органических соединений.
Награждён орденом «Знак Почёта» (дважды).
Под руководством А. Ф. Платэ было выполнено и защищено более 30 кандидатских диссертаций, несколько докторских; один из его учеников стал действительным членом АН СССР.
Похоронен на Введенском кладбище (13 уч.).

## Семья
Жена — художница Раиса Николаевна Зелинская-Платэ (1910—2001), дочь академика Н. Д. Зелинского. Их сыновья:
- Николай Альфредович Платэ (1934—2007) — химик, академик АН СССР;
- Фёдор (Феликс) Альфредович Платэ (1939—?) — журналист-международник[1]